# Strøm (rapper)
 For alternative betydninger, se Strøm. (Se også artikler, som begynder med Strøm)
Strøm (navngivet Søren Strøm født 1982 i Ulfborg[kilde mangler]) er en dansk rapper med rødder i den vestjyske by Ulfborg, hvor han sammen med DJ Talkback og Morten Dahl stiftede rapgruppen Jyder Mæ' Attityder. Efter undergrundssucceser udgav de deres debutalbum **Både til gården og til gaden**, der er blevet en kultklassiker på vinyl. Deres single af samme navn blev "Ugens Uundgåelige" på P3.
Han var vinder af DM i Rap i 1998 og af MC's Fight Night i 2003. Han er mest kendt for at have haft en "beef" med Niarn. En konflikt der har genereret kendte numre som Niarns "Stikkersvin" og Strøms "Ære og Skam".
Strøm er kendt for sine rim og leg med ord og sprog. Han skrottede sit debutalbum "Rap Rigtigt", fordi han ikke længere følte, at han kunne stå inde for holdningerne på pladen. På det album var bl.a. "Ære og Skam", "Dig Mod Dem" (fra Gadeplan kompilationen) og den poppede single "Dét", der kun nåede begrænset spilletid på tv- og radiostationerne.
De store forventninger til hans album Autentisk ses af, at han vandt en større afstemning på danskrap.dk under navnet "Gamle Drenge – Nyt Shit På Vej!" om, hvilket kommende album brugerne mest glædede sig til foran navne som Jøden (og hans album Monkeyjuice), Street Mass (med albummet Løvehjerte) og Ali Kazim (med Gadedrøm).
De 12.216 stemmer blev fordelt således:[kilde mangler]
| Rapper      | Stemmer (%) |
| ----------- | ----------- |
| Strøm       | 52 %        |
| Jøden       | 32 %        |
| Street Mass | 12 %        |
| Ali Kazim   | 5 %         |

## Diskografi
- 2007 Autentisk

1. "Autentisk" feat. Rune (Intro)
2. "Nok For Nu"
3. "Rap Homie"
4. "Stadig Stædig"
5. "Ren Besked" feat. Andy Op
6. "Når Hun Kommer Ud" feat. Karen Høgh
7. "Held Eller Tilfælde" feat. PeDahl
8. "Altid Hele Tiden (Anno '82)"
9. "Under Stjernerne" feat. Rune
10. "Vendetta" feat. Fiske
11. "Se Dig Selv (Du Går Pt. 2)"
12. "Tæt På Kanten (Outro)"
13. "Når Sandheden Kommer Frem" feat. Rune (Bonustrack)
14. "Strøm R Tilbage" (Bonustrack)